# Sand (álbum)
| Críticas profissionais | Críticas profissionais |
| Avaliações da crítica  | Avaliações da crítica  |
| Fonte                  | Avaliação              |
| ---------------------- | ---------------------- |
| Allmusic               | [ 1 ]                  |

Sand é o sexto álbum solo do guitarrista virtuoso inglês Allan Holdsworth. O álbum foi lançado em 1987, com o selo Relativity Records.
Para este álbum, Holdsworth trouxe uma experimentação maior com o “SynthAxe”, e, diferentemente de seus álbuns lançados na década de 1980, “Sand” é inteiramente instrumental.

## Faixas
Todas as faixas foram compostas por Allan Holdsworth, exceto onde indicado.
| N.º            | Título                        | Compositor(es)             | Duração |  |
| 1.             | "Sand"                        |                            | 5:25    |  |
| 2.             | "Distance vs. Desire"         |                            | 5:16    |  |
| 3.             | "Pud Wud"                     |                            | 6:45    |  |
| 4.             | "Clown"                       |                            | 5:14    |  |
| 5.             | "The 4.15 Bradford Executive" | Holdsworth, Chad Wackerman | 8:28    |  |
| 6.             | "Mac Man"                     |                            | 4:01    |  |
| Duração total: | Duração total:                | Duração total:             | 35:09   |  |

## Créditos Musicais
- Allan Holdsworth – Guitarra, SynthAxe, Engenharia de Som, Mixagem, Produção
- Alan Pasqua – Teclados
- Gary Husband – Baterias (faixas 1, 3)
- Chad Wackerman – Baterias (faixas 4, 5), percussão (faixa 6)
- Jimmy Johnson – Baixo (except faixa 6)
- Biff Vincent – Roland Octapad Bass (faixa 6)
- John England – Efeitos de Som

### Demais Créditos
- Dan Humann – Engenharia, Mixagem
- Robert Feist – Engenharia, Mixagem
- Bernie Grundman – Masterização